# Безобразное

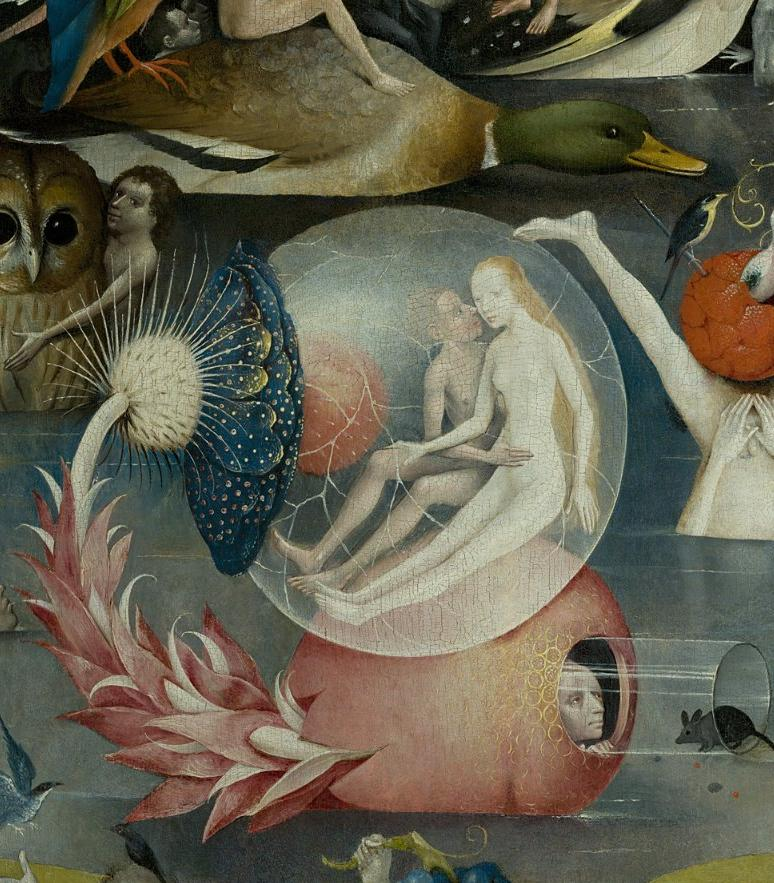
Босх, Сад земных наслаждений, деталь

Безобра́зное — категория из области эстетики, противопоставляемая прекрасному. Также является соотносительной с категорией прекрасное. Безобразное определяется как проявляемое внешне нарушение определенной внутренней меры бытия. Само по себе слово «безобразное» означает «отсутствие образа», то есть нечто хаотичное и бесформенное: психологическое понятие, производное от деструкции или инстинкта смерти.
Часто к воспроизведению безобразного, как к символу отрицательных проявлений действительности, обращается искусство. Следует отметить, что с давних пор (начиная с Аристотеля в его работе «Поэтика»), изображение безобразного средствами искусства способно доставлять эстетическое удовольствие, вызванное искусностью отражения и разгрузкой отрицательных эмоций.
Идею безобразного развивал немецкий философ Иоганн Карл Фридрих Розенкранц. Этому вопросу он посвятил свою работу "Эстетика безобразного" (1853). По его мнению развитие идеи прекрасного делает неизбежным анализ безобразного. Таким образом, понятие безобразного как отрицательной формы прекрасного становится частью эстетики. Розенкранц разработал подробную ступенчатую классификацию безобразного:
- безобразное в природе;
- духовно безобразное;
- безобразное в искусстве.

Розенкранц выделяет три основных вида безобразного с их подвидами:
- I. Отсутствие формы или бесформенность
  - А. Аморфное
  - Б. Асимметрия
  - В. Дисгармония
- II. Неточное (неправильное)
  - А. Неточное (неправильное) вообще
  - Б. Неправильное в различных стилях искусства
  - В. Неправильное в видах искусства
- III. Деформация или распад формы
  - А. Ординарное:
    - 1) низменное
    - 2) слабость
    - 3) ничтожное

  - Б. Отвратительное
    - 1) грубое
    - 2) мертвое и пустое
    - 3) гнусное

  - В. Карикатура.

## В китайской философии
Безобразное неразрывно связано с категорией прекрасного. На эту особенность категории безобразного обратил внимание китайский мудрец Лао-Цзы:

Когда все в Поднебесной узнают,
что прекрасное — это прекрасное,
тогда и возникает безобразное.